# Robert Elswit
Robert Christopher Elswit (ur. 22 kwietnia 1950 w Los Angeles), amerykański operator filmowy. Zdobywca Oscara. 
Ukończył studia na University of Southern California. Pracował przy realizacji teledysków i filmów reklamowych. Uznanie i nagrody przyniosła mu współpraca z reżyserem Paulem Thomasem Andersonem. Był autorem zdjęć do szeregu filmów swego rodaka, m.in. Boogie Nights (1997) oraz Magnolii (1999). Za Aż poleje się krew dostał w 2008 Oscara. Pracuje także z innym filmowcami, George'em Clooneyem (Good Night and Good Luck, nominacja do Oscara), czy Davidem Mametem. W 2024 zdobył nagrodę w Konkursie Seriali Telewizyjnych na 32. festiwalu EnergaCamerimage w Toruniu za "Ripley: Bardzo ciężko cię znaleźć" Stevena Zailliana.